# Krosuru
Krosuru là một mandal thuộc huyện Guntur, bang Andhra Pradesh, Ấn Độ.
 It is a part of Andhra Pradesh Capital Region.